# Губастовский сельский округ
Губастовский сельский округ — упразднённая административно-территориальная единица, существовавшая на территории Коломенского района Московской области в 1994—2003 годах.
Губастовский сельсовет был образован в первые годы советской власти. По данным 1918 года он входил в состав Колыберовской волости Коломенского уезда Московской губернии.
В 1922 году к Губастовскому с/с были присоединены Каменский и Чуркино-Ерковский с/с.
В 1926 году Губастовский с/с включал деревни Губастово, Ерково, Каменка и Чуркино, а также 2 лесных сторожки и хутор.
В 1929 году Губастовский с/с был отнесён к Коломенскому району Коломенского округа Московской области.
В 1930 году к Губастовскому с/с был присоединён Новоселковский с/с.
17 июля 1939 года к Губастовскому с/с было присоединено селение Елино упразднённого Елинского с/с.
12 апреля 1952 года из Песковского с/с в Губастовский были переданы селения Каменка и Пески.
14 июня 1954 года к Губастовскому с/с был присоединён Паньшинский сельсовет.
1 февраля 1963 года Колменский район был упразднён и Губастовский с/с вошёл в Коломенский сельский район. 11 января 1965 года Губастовский с/с был возвращён в восстановленный Коломенский район.
17 августа 1965 года селение Пески было передано из Губастовского с/с в черту рабочего посёлка Пески.
3 февраля 1994 года Губастовский с/с был преобразован в Губастовский сельский округ.
27 июля 2001 года из Губастовского с/о в Хорошовский сельский округ была передана деревня Рождественка.
23 сентября 2003 года Губастовский с/о был упразднён, а его территория включена в Хорошовский с/о.